# Eva Marie
Natalie Marie Coyle (de soltera Nelson; Walnut Creek, California, 19 de septiembre de 1984) es una luchadora profesional, modelo y actriz estadounidense. Se le reconoce principalmente por su paso por la WWE.
También es reconocida por su participación de 2013 a 2017 en el reality show, Total Divas, el cual protagonizó junto a otras luchadoras de la WWE. Su logro más destacado es haber ganado el concurso WWE Diva Search en la edición de 2013.

## Primeros años
Natalie Marie Coyle nació en Walnut Creek, California, y se crio en Concord (California).
Es mitad mexicana y mitad italiana, su madre es Mexicana y su padre es Italiano, además de ser la menor de cuatro hermanos. Jugó fútbol para la Universidad Estatal de California, Fullerton hasta que comenzó a modelar, actuar y hacer trabajo promocional. Se graduó con una licenciatura en administración y una especialización en recursos humanos. Marie recibió su grado de asociado en arte del Diablo Valley College.

## Carrera

### WWE

#### Roster principal (2013-2014)
En 2013, Marie firmó un contrato con WWE y fue asignada al WWE Performance Center en Orlando, Florida, para comenzar su entrenamiento. En mayo fue anunciada como parte del nuevo reality show producido por WWE e E! titulado Total Divas que presentaría el detrás de cámaras de selectas WWE Divas y una mirada a sus vidas personales. Marie hizo su debut en el roster principal el 1 de julio en un episodio de Raw, durante un segmento en el backstage junto con las coestrellas de Total Divas. Marie acompañó a Natalya al ring el 4 de julio en un episodio de Superstars, donde derrotó a Naomi.
Eva Marie, junto al elenco de Total Divas apareció en MizTV el 22 de julio en un episodio de Raw, donde abofeteó a Jerry Lawler, alegando hacer su nombre por sí misma y estableciéndose como Heel durante el proceso. Tras el debut del programa Total Divas en julio de 2013, The Bella Twins comenzó un feudo con su coestrella en el show, Natalya, con Marie convirtiéndose en el valet de Brie. Marie también fue su compañera en Summerslam Axxess durante un combate por equipos contra Natalya y Maria Menounos. El elenco de Total Divas entonces fue puesto dentro de un feudo contra la Campeona de Divas AJ Lee, quien se burló del show y el elenco, provocando que The Bellas y Marie cambiaran a faces durante el proceso. Marie compitió en varios six-woman tag team matches, incluyendo obtener una inesperada victoria sobre Tamina Snuka después de aplicarle un pin, obteniendo su primera victoria por pinfall. Continuando con su feudo en noviembre, the Total Divas derrotaron a the "True Divas" (Alicia Fox, Aksana, AJ Lee, Kaitlyn, Rosa Mendes, Tamina Snuka y Summer Rae) en un Survivor Series Traditional match durante el evento Survivor Series, y nuevamente la noche siguiente en el Raw posterior.

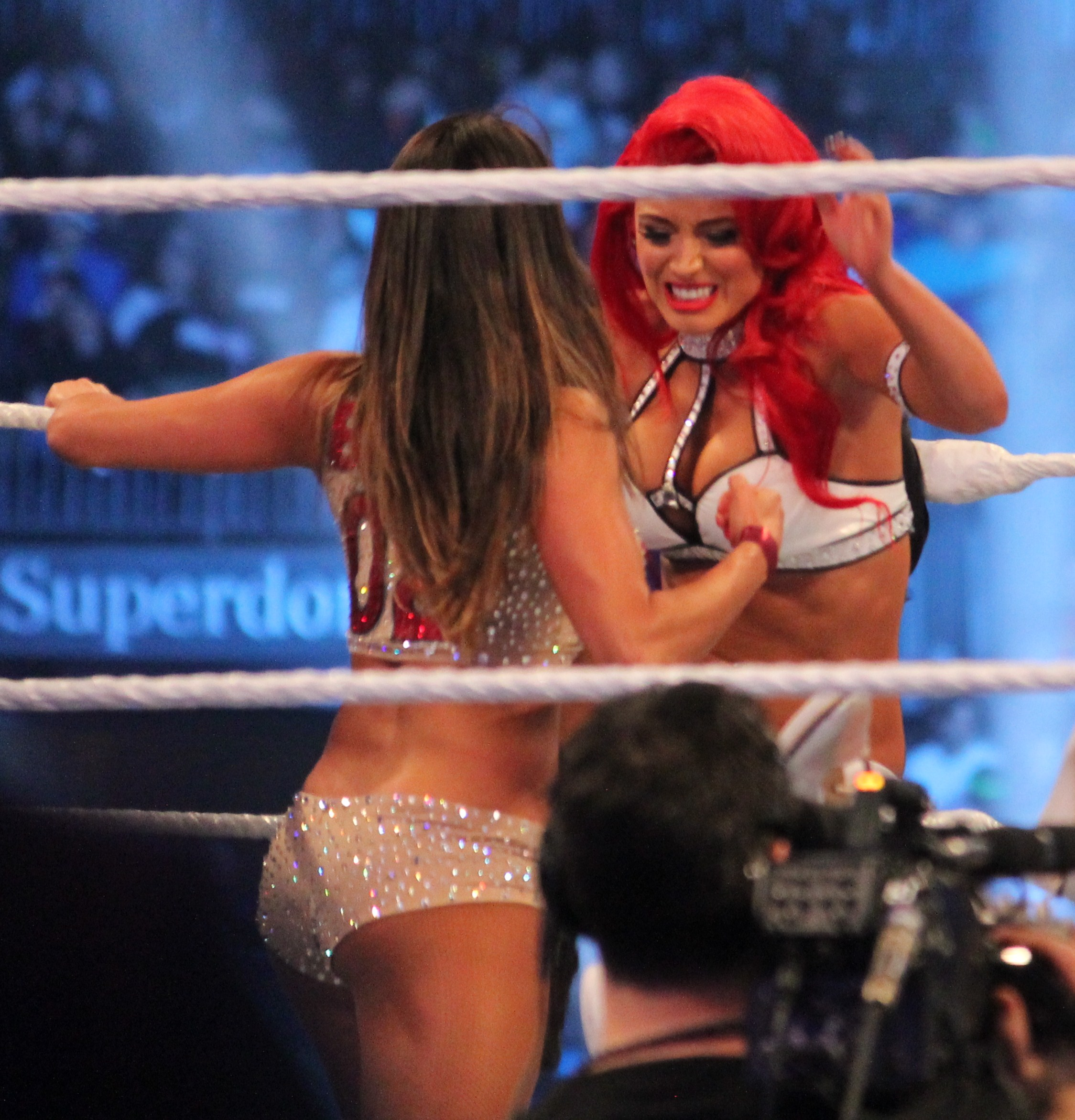
Marie compitiendo en el "Vickie Guerrero Invitational" en WrestleMania XXX el 6 de abril de 2014.

Marie hizo su regreso a WWE después de una ausencia de casi trece-meses el 14 de febrero del 2014 en un episodio de SmackDown, derrotando a Alicia Fox en su primer combate individual dentro de WWE. Sin embargo, el combate fue cortado de la transmisión. Después de regresar a mediados de 2014, Marie regularmente comenzó a participar en combates por equipo, incluyendo una victoria sobre AJ Lee y Tamina Snuka. El 6 de abril, Marie hizo su debut en WrestleMania cuando participó en WrestleMania XXX durante el 14-womam "Vickie Guerrero Invitational" match por el Campeonato de Divas, el cual fue ganado por la campeona defensora AJ Lee. A finales de mayo, Marie comenzó un feudo contra Summer Rae cuando Rae le costó Marie un combate por equipos. Llevándolas a un combate individual derrotando a Rae durante su combate de regreso después de una interferencia por parte de Fandango y Layla.
En julio, Marie cambió a Heel cuando se vio envuelta durante la storyline de Stephanie McMahon contra The Bella Twins regularmente participando en handicap matches como parte del castigo de McMahon contra Nikki, incluyendo lograr una victoria para su equipo después de aplicarle un DDT. Marie también participó en un staged match el cual terminó en beat down cuando Marie y Fox atacaron a Nikki. Marie hizo su primera aparición en NXT el 7 de agosto, donde fue derrotada por Bayley. Marie nuevamente enfrentó a la Campeona de Divas AJ Lee combate no-titular el 11 de agosto en un episodio de Raw y el 15 de agosto en un episodio SmackDown. Marie emergió victoriosa vía pinfall y countout, respectivamente, debido a las distracciones por parte de Paige.
El 9 de noviembre, después de un mes de inactividad, Marie escribió en su cuenta de Instagram que estaba recuperándose de una lesión. En el episodio de Total Divas "Twin Leaks", el cual salió al aire el 18 de enero, del 2015, su lesión fue revelada la cual fue una ruptura en sus Implantes mamarios. Marie hizo su regreso el 9 de marzo en un episodio de Raw, acompañando a Summer Rae durante su combate contra AJ Lee. Nuevamente se tomaría un descanso con el fin de comenzar a entrenar con el ex Campeón en Equipo Brian Kendrick.

#### NXT (2015-2016)

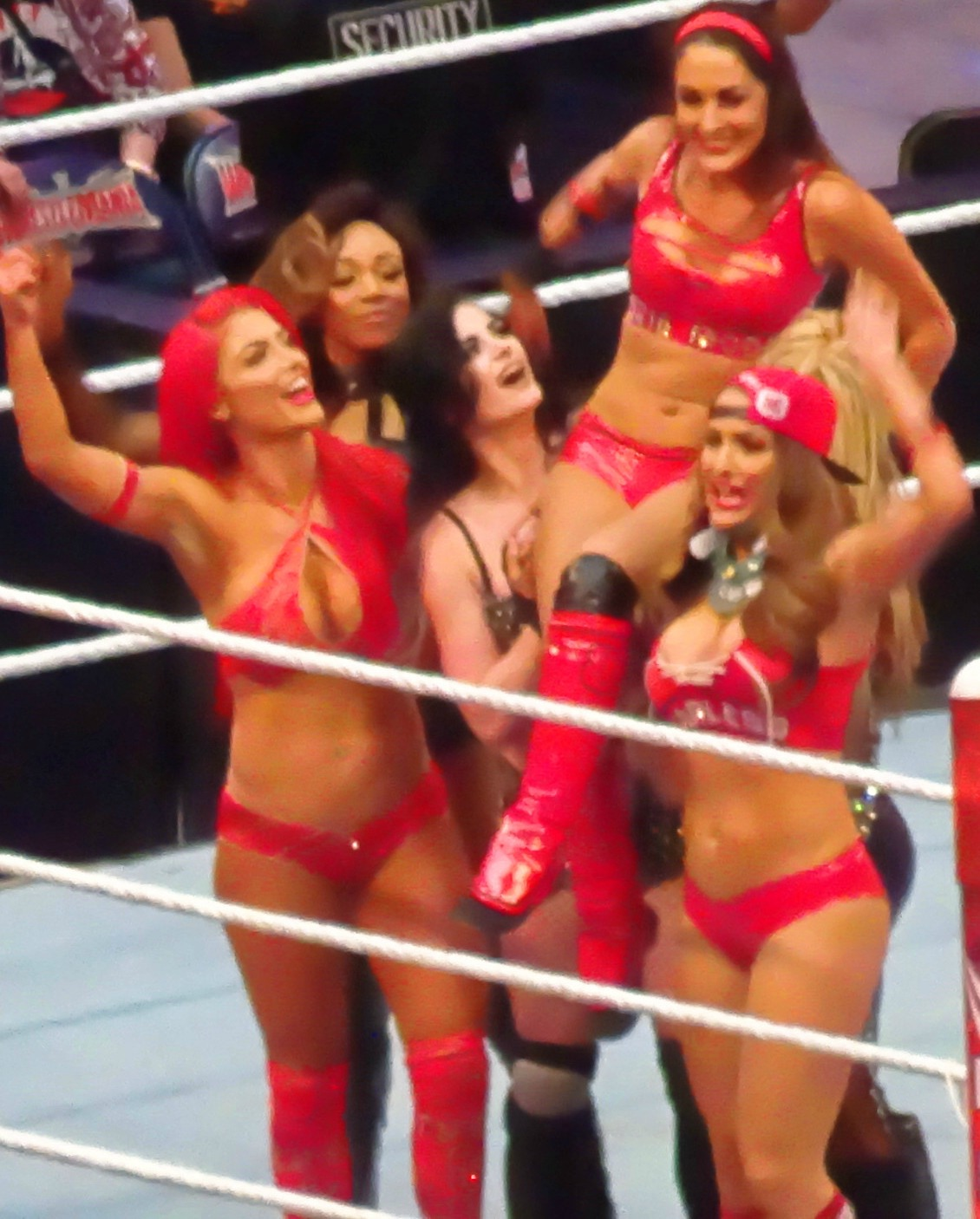
Marie festejando su victoria con las otras luchadoras de Total Divas tras vencer al Team B.A.D. en WrestleMania 32.

Eva Marie hizo su debut en la marca amarilla el 3 de junio del 2015, afirmando que quería comenzar a competir dentro de la división femenina, haciendo algunas apariciones semanas posteriores en segmentos junto al gerente de la marca, William Regal. El 22 de julio en un episodio en NXT, Eva hizo su debut en el ring de la marca derrotando a KC Cassidy. Durante las siguientes semanas empezó un feudo con Carmella, llevándolas a competir en un Dark Match en NXT TakeOver: Brooklyn (este fue transmitido una semana después) dónde Eva salió victoriosa, sin embargo, la rivalidad fue cancelada después de que Carmella resultara lesionada en un evento en vivo. A pesar de que WWE quería que Eva tuviera una carrera como baby face, la directiva decidió aprovechar las reacciones negativas de los aficionados para construir un personaje heel en torno a que la empresa quería que "triunfara a toda costa", ganando varios combates con ayuda o distracciones. El 18 de noviembre en NXT, Marie retó a Bayley a un combate por el Campeonato Femenino de NXT, en el que salió derrotada a pesar de tener el apoyo de Nia Jax y el cuestionable arbitraje de Charles Robinson, quien precisamente había asegurado que estaba allí para evitar polémicas respecto al resultado. A raíz de eso siguió su rivalidad con la campeona pero con Nia Jax a su lado, atacandola al igual que a la nueva retadora, Carmella, llevándolas a enfrentarse a un combate por equipos donde salieron victoriosas.
El 28 de marzo en Raw, Eva hizo su regreso a la lista principal para rescatar al Team Total Divas (Brie Bella, Alicia Fox, Paige y Natalya) del ataque del Team B.A.D & Blonde (Naomi, Tamina, Lana, Summer Rae y Emma), confirmando ser la luchadora faltante en el equipo de las Total Divas para WrestleMania 32, evento donde su equipo se llevó la victoria. Posteriormente, Eva regresó a NXT para seguir su rivalidad con Bayley junto a Nia Jax, pero esta vez con Asuka como compañera de su rival, saliendo derrotadas en todos sus encuentros.

#### Regreso al roster principal (2016-2017)
El 19 de julio fue enviada a SmackDown Live! como parte del WWE Draft, haciendo su debut oficial el 26 de julio donde  confrontó  a las otras integrantes del elenco, Becky Lynch, Natalya, Naomi, Alexa Bliss y Carmella. Semanas posteriores a su debut, sus luchas eran canceladas por diversos inconvenientes que ella misma provocaba. El 16 de agosto durante el combate de Becky Lynch y Carmella contra Natalya y Alexa Bliss, Eva interfirió a favor de estas últimas solo para terminar siendo atacada por Naomi, a raíz de esto se pactó una lucha por equipos de 3 vs. 3 para SummerSlam. El 18 de agosto, WWE anunció que Eva había sido suspendida 30 días por incumplir las normas de salud, quedando fuera del evento y siendo sustituida por Nikki Bella. 
El 4 de agosto de 2017 después de casi un año de inactividad, Natalie Marie anuncia su salida de WWE después de estar 4 años con la empresa, dándolo a conocer en sus cuentas de Instagram y Twitter.

### Regreso a WWE (2020-2021)
En octubre de 2020, PWInsider informó que Marie había firmado un contrato con WWE. En el episodio del 3 de mayo de 2021 de WWE Raw, se emitió una viñeta anunciando el regreso de Eva Marie a la WWE, donde se refirió a sí misma como "Eva-Lution". El 14 de junio de 2021 en Raw, Eva finalmente hizo su regreso pero siendo acompañada por su protegida, Doudrop, quien enfrentó y derrotó a Naomi en su lugar. 
Las siguientes semanas, Doudrop tuvo algunos conflictos con Eva debido a que ésta siempre se adjudicaba las victorias aunque no las consiguiera, teniendo una dinámica de equipo disfuncional. Los problemas de comunicación entre las dos siguieron, llevándolas a iniciar un feudo con Alexa Bliss y su muñeca, Lilly, de cara a SummerSlam, donde Marie fue derrotada por Bliss en su primer combate individual desde 2016, posterior al encuentro, Doudrop se burló de Eva mientras que esta la atacó el lunes siguiente en Raw, iniciando un feudo entre las dos que culminó poco tiempo después con Marie teniendo varias derrotas consecutivas; Hasta el 27 de septiembre en Raw donde fue atacada brutalmente por Shayna Baszler, quien rompió su brazo en el proceso (kayfabe), siendo esta su última participación dentro de la empresa.
El 4 de noviembre, Marie fue despedida de WWE a menos de un año de su regreso a la compañía.

## Otros medios

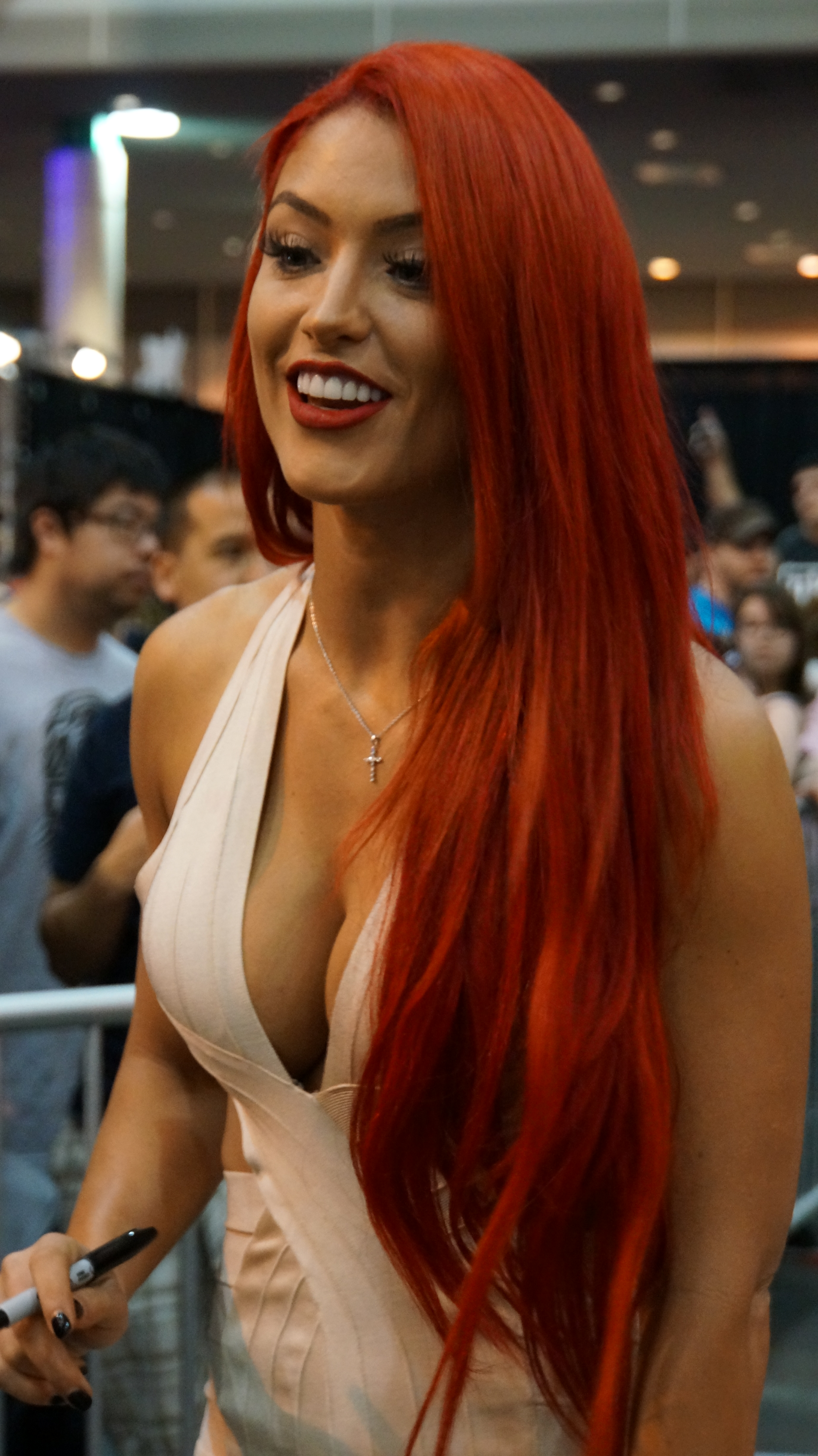
Marie en el WrestleMania XXX Axxess de WWE en 5 de abril de 2014.

Marie apareció en un infomercial de Fitness Blowout. En octubre, fue parte de la campaña Booked Marino Fitness y un comercial de Sketchers. Se destacó en SportsIllustrated.com como Lovely Lady del día en diciembre de 2012. Marie ha aparecido en varias portadas de revistas incluyendo Rukus, Import Tuner Magazine, y Glam Fit Magazine. En 2012 Marie ganó el Powertec Model y varias competencias de moda. También ha modelado para Red Chapter Clothing.
Marie ha aparecido en el show español de citas 12 Corazones. En septiembre apareció en la edición de ese mismo mes para la revista Maxim. En 2014, Marie fue posicionada en el número 83 del Maxim's Hot 100.
Marie participó en 2017 en un torneo de cuatro personas en el ELEAGUE Street Fighter V Invitational junto a Shaquille O'Neal, Lupe Fiasco y Reggie Bush. Ella apoyó a la American Cancer Society en la exposición. Regresó en la siguiente edición en nombre de A21. En 2018, participó en el 50K Charity Challenge Celebrity Basketball Game presentado por Monster Energy Outbreak en UCLA.
En septiembre de 2018, Marie lanzó un podcast con su esposo llamado The Natalie Eva Marie Show, con una lista de invitados rotativa en PodcastOne. Explicó que la idea surgió de haber creado previamente un canal de YouTube donde ocasionalmente sube vlogs de estilo de vida sobre varios temas y necesitaba una plataforma para discutir ciertos temas con más detalle. Lanzaría un programa de ejercicios NEM Fit en su sitio web al año siguiente.
Apareció como miembro del elenco en la segunda temporada de la versión estadounidense de Celebrity Big Brother. En abril de 2019, fue anunciada como la primera embajadora de la marca Reign de Monster Energy y apareció en campañas y organizó eventos patrocinados durante todo el año. Más tarde ese año, también fue contratada como embajadora de la marca australiana de fitness y moda Ryderwear y lanzó su propia colección "Natalie Eva Marie x Ryderwear" en 2020.

## Filmografía

### Videojuegos
| Año  | Juego                                | Notas | Marca     |
| ---- | ------------------------------------ | ----- | --------- |
| 2014 | WWE SuperCard (Season: 1)            | Debut |           |
| 2015 | WWE 2K16 y WWE SuperCard (Season: 2) |       | RAW       |
| 2016 | WWE 2K17                             |       | SmackDown |
| 2021 | WWE SuperCard (Season: 7)            |       | RAW       |

### Cine
| Año  | Título        | Rol           | Notas                 |
| ---- | ------------- | ------------- | --------------------- |
| 2017 | Inconceivable | Linda         | Debut cinematográfico |
| 2017 | Action #1     | Bounty Hunter |                       |
| 2020 | Hard Kill     | Sasha         |                       |
| 2022 | Phoenix       | Fiona Grant   | Papel principal       |

### Televisión
| Año       | Título                        | Rol        | Notas                  |
| --------- | ----------------------------- | ---------- | ---------------------- |
| 2013–2017 | Total Divas                   | Ella misma | Elenco principal       |
| 2016      | Miss Teen USA 2016            | Ella misma | Jueza invitada         |
| 2017–2018 | Celebrity Showdown            | Ella misma | Competidora (2° lugar) |
| 2019      | Celebrity Big Brother         | Ella misma | Invitado; (7° lugar)   |
| 2020      | Where Are They Now?           | Ella misma | WWE Network series     |
| 2020      | Faces and Heels               | Ella misma | Anfitriona             |
| 2021      | Paradise City                 | Jade       |                        |
| 2021      | American Ninja Warrior Junior | Ella misma | Invitada               |

## Vida personal
Coyle se describe a sí misma como una fanática de los San Francisco Giants. El 23 de agosto, del 2014, contrajo matrimonio con Jonathan Coyle, y su boda fue transmitida durante un episodio de Total Divas. Coyle ha mencionado que sus luchadores favoritos creciendo fueron The Ultimate Warrior y Razor Ramon.
Coyle ha luchado junto a menores de-edad contra el abuso del alcohol. Marie aumento su busto cuando tenía 20 años. En un episodio de Total Divas el cual fue emitió el 18 de enero del 2015, uno de los implantes roto, causando que la silicona se filtrara en su torrente sanguíneo lo cual requirió de cirugía y nuevos implantes,

## Campeonatos y logros

### Modelaje Fitness
- Modelo Powertech y Competidora Fitness (2012)

### Lucha libre profesional
- World Wrestling Entertainment
  - Ganadora del Diva Search - 2013
- Wrestling Observer Newsletter
  - Situada en el Nº50 en el PWI Female 50 en 2016.
  - Peor lucha del año (2013) con Brie Bella, Nikki Bella, Cameron, Naomi, JoJo & Natalya vs. AJ Lee, Aksana, Alicia Fox, Rosa Mendes, Kaitlyn, Summer Rae & Tamina Snuka el 24 de noviembre[60]

## Premios y nominaciones
| Año  | Grupo              | Premio                  | Resultado | Notas                                             |
| ---- | ------------------ | ----------------------- | --------- | ------------------------------------------------- |
| 2014 | Teen Choice Awards | Choice TV: Reality Show | Nominada  | Total Divas (vea Elenco Principal de Total Divas) |